# Oak Shores (California)
Oak Shores es un lugar designado por el censo ubicado en el condado de San Luis Obispo en el estado estadounidense de California. En el año 2010 tenía una población de 337 habitantes.

## Geografía
Oak Shores se encuentra ubicado en las coordenadas 35°46′8.5″N 120°58′44.1″O / 35.769028, -120.978917.